# DeSoto Deluxe
La Deluxe è un'autovettura full-size prodotta dalla DeSoto dal 1946 al 1952.

## Storia
Nel periodo in cui fu commercializzata, rappresentò il modello alla base dell'offerta DeSoto delle vetture d'alta gamma del marchio. Era disponibile in versione berlina quattro porte e coupé due porte. Le Deluxe furono realizzate in modo tale da resistere alla ruggine. La Deluxe, rispetto alla Custom, era dotata però di un equipaggiamento e di interni di livello più basso.
La Deluxe aveva installato il medesimo tipo di motore già montato sulla Custom, ovvero un sei cilindri in linea da 3,9 L di cilindrata che erogava 109 CV di potenza. Il motore era montato anteriormente, mentre la trazione era posteriore. Il cambio era manuale a tre rapporti.
Le Custom prodotte fino a metà del 1949 utilizzavano dei corpi vettura che derivavano da quelli dei modelli DeSoto prebellici, dopo di cui furono lanciate delle versioni completamente riprogettate.
Nel 1950 fu aggiunta alla gamma della Custom la versione familiare che fu, tra l'altro, la prima station wagon offerta dalla DeSoto. Ciò non fu fatto anche per la Deluxe, che rimase quindi sui mercati solo con le versioni berlina e coupé.
La Deluxe restò il modello base della gamma DeSoto fino al 1952. L'anno successivo fu sostituita in questo ruolo dalla Powermaster.